# Amaranthus urceolatus
Amaranthus urceolatus là loài thực vật có hoa thuộc họ Dền. Loài này được Benth. mô tả khoa học đầu tiên năm 1846.